# Escudella barrejada
L'escudella barrejada és un plat tradicional de la cuina catalana, especialment conegut a l'alta muntanya i en les celebracions d'hivern com Nadal. Es tracta d'una variant de l'escudella i carn d'olla, un guisat molt típic de la cuina catalana que es compon de diverses carns, verdures i llegums, tot cuinat a foc lent. La "barrejada" es refereix a la barreja de diversos ingredients en el mateix plat.
L'escudella barrejada es caracteritza per la seva combinació d'ingredients i el fet de servir-se en dos temps:
1. Primer brou: La base del plat és un brou ric fet amb carns (de porc, vedella, pollastre i sovint també embotits com la botifarra o la botifarra negra), verdures (com porros, pastanaga, apiu) i llegums (com mongetes). Aquest brou es serveix com a primer plat, normalment amb fideus o arròs.
2. Segon plat - La carn d'olla: Després del brou, els ingredients que han estat cuits a l'olla (les carns i verdures) es serveixen com a segon plat. La carn pot ser desossada i tallada en trossos més petits i, a vegades, es presenta amb una mica de la mateixa sopa o brou per mantenir la humitat.

El terme "barrejada" fa referència a que tot es combina en el mateix guisat, i s'ofereix un plat complet i contundent, especialment apreciat en les èpoques més fredes per la seva capacitat d'escalfar i satisfer. És un plat ric en sabor, nutritiu i ideal per a grans menjars familiars o festius.